# 徳之島方言
徳之島方言（とくのしまほうげん、シマグチ (島口) Shimaguchiもしくはシマユミィタ Shimayumiita）は、鹿児島県奄美諸島の徳之島で話される方言（言語）である。琉球諸語（琉球語、琉球方言）に属す。エスノローグでは徳之島語（とくのしまご）（Toku-No-Shima language） としている。かつて、硫黄鳥島でも徳之島方言が話されていた。

## 分類
奄美語（奄美方言）の下位に位置する。沖縄県の久米島の鳥島集落は、硫黄鳥島の住民が集団移住したために徳之島方言の特徴が強く残り、久米島の他の集落の言葉とは異っている。

## 下位区分
中本(1976)による下位区分。
- 徳之島北部方言--徳之島町山など
- 徳之島南部方言--伊仙町など

岡村(2007)は、徳之島語を2つ、すなわち北部の亀津＝天城と、南部の伊仙に区分している。亀津は島の伝統的な政治文化の中心地かつ、新しい語彙的特性の分布の中心である。新しい特性の一部は徳之島町に限定されず、北東の天城町に広がり、伊仙に広がることもたまにあった。伊仙の方言を、話者は他より保守的だと考えている。

## 民俗用語
岡村隆博（1936年、天城町浅間生まれ）によると、徳之島語の話者は自らの言語をsïmagucïと呼び、この語は2つの形態素に分けられる。前半のsïma（標準語のshima）は、標準語でも徳之島語でも島を指すが、徳之島や他の奄美の方言における（自分自身の）地域社会をも意味する。2番目の部分kucï（標準語のkuchi）は、口、転じて話し言葉を意味する。したがって、シマグチは、自分たちのコミュニティと島全体の話し言葉を指す。徳之島語の話者は、それぞれの島が異なる言語を持っていることを十分に認識しているため、sïmagucïは前者とより強く関連していることに注意。

## 音韻
以下は平山ら(1986)に基づく亀津方言の音韻である。

### 子音
沖縄語以北のほとんどの琉球語と同様に、破裂音は「プレーン」C'と「声門化」C'の対立があると記述される。音声学的には2つはそれぞれ、軽い有気音[Cʰ]と無声無気音[C˭]である。
|          | 両唇 | 両唇 | 両唇 | 歯茎 | 歯茎 | 歯茎 | 後部歯茎 | 後部歯茎 | 後部歯茎 | 硬口蓋 | 硬口蓋 | 軟口蓋 | 軟口蓋 | 軟口蓋 | 声門 | 声門 | モーラ的 |
| -------- | ---- | ---- | ---- | ---- | ---- | ---- | -------- | -------- | -------- | ------ | ------ | ------ | ------ | ------ | ---- | ---- | -------- |
| 鼻音     |      | ˀ    | m    |      | ˀ    | n    |          |          |          |        |        |        |        |        |      |      | QN       |
| 破裂音   | pʰ   |      | b    | tʰ   | t˭   | d    |          |          |          |        |        | kʰ     | k˭     | ɡ      | ʔ    |      | QN       |
| 破擦音   |      |      |      |      |      |      | t͡ʃʰ      | t͡ʃ˭      | dz       |        |        |        |        |        |      |      | QN       |
| 摩擦音   |      |      |      | s    |      |      |          |          |          |        |        |        |        |        | h    |      | QN       |
| 接近音   |      |      |      |      |      |      |          |          |          |        | j      |        |        | w      |      |      | QN       |
| はじき音 |      |      |      |      |      |      |          |          | r        |        |        |        |        |        |      |      | QN       |

注釈
- 子音リストにはゼロ頭子音（英語版）/'/を追加しても良い。これは声門音/h/、/ʔ/と対立する。
- /h/は/i/と/j/の前では[ç]、/u/と/w/の前では[ɸ]となる。
- /pʰ/は新しく、まれである。
- /si/、/t͡ʃʰɨ/、/t͡ʃ˭ɨ/は、それぞれ[ʃɪ]、[t͡sʰɨ]、[t͡sɨ]として実現される。
- /dz/は/ɨ/と/ɘ/の前で[d͡z]、他の場所で[d͡ʒ]として実現される。
- [ʃa]、[ʃe]、[ʃu]、[ʃo]は、それぞれ/sja/、/sje/、/sju/、/sjo/として音素分析される。
- [t͡ʃʰa]、[t͡ʃʰe]、[t͡ʃʰu]、[t͡ʃʰo]は、それぞれ/t͡ʃʰja/、/t͡ʃʰje/、/t͡ʃʰju/、/t͡ʃʰjo/として音素分析される。
- [t͡ʃa]、[t͡ʃu]、[t͡ʃo]は、それぞれ/t͡ʃ˭jo//t͡ʃ˭ja/、/t͡ʃ˭ju/、/t͡ʃ˭jo/として音素分析される。

### 母音
徳之島語には/a/、/e/、/i/、/o/、/u/、/ɨ/、/ɘ/の長短の母音がある。

### 標準日本語への対応
主要な音韻対応のみを挙げる。
- 標準語の/e/はほとんど/ɨ/に対応する。
- 標準語の/o/は/u/に統合された。
- 徳之島/e/、/ɘ/、/o/は二次的な起源を持ち、ほとんどが標準的な日本語の二重母音に対応している。
- 標準語/hi/と/he/は、それぞれ徳之島語の/sɨ/と/hwɨ/に対応。
- 標準の/si/と/zu/、/zi/と/zu/、/t͡ʃi/と/t͡ʃu/は、それぞれ融合し/sɨ/、/zɨ/、/t͡ʃɨ/となった。
- 徳之島語では、2つの連続したモーラの融合により、声門化子音が生じた。

## アクセント（音調）
徳之島方言では、琉球祖語にあったとされるA、B、Cの3系列（類）のアクセント型の区別が保存されている。徳之島町花徳地区方言では、3音節以下の名詞で見ると表のようにaからdの4種類のアクセント型が現われる。ハイフンの後にnuのような1拍助詞の高低を示している。「昇」はその音節が長音節化して音節内でピッチの上昇があることを示す。A、B、Cの各系列の語は、それぞれa、b、cの各型で現れる。d型の語は少ない。
|     | 1音節名詞 | 2音節名詞 | 3音節名詞 |
| --- | --------- | --------- | --------- |
| a型 | 昇-高     | 低高-高   | 低低高-高 |
| b型 | 昇-低     | 低高-低   | 低低高-低 |
| c型 | なし      | 昇低-低   | 低高低-低 |
| d型 | なし      | なし      | 高低低-低 |

## 語彙
以下の言葉の中には近似的な標記がある事に注意されたい。
- きゅーがめーら – こんにちは
- うぃーてぇー、すぃとぅめぃーてぃきゅーがめーら - おはよう
- よーねぃーうがめーら – こんばんは
- おぼーら（おぼーらだーに：伊仙町、おぼーらだれん：徳之島町、天城町） – ありがとう
- んきゃげぃれぃ、んきゃげぃてぃたぼれ – (剥いて)召し上がってください。
- くゎーきせぃー – ご馳走さま
- もーろ、もーるぃ – ようこそ、いらっしゃい
- もーるぃよー – 帰るよ、さようなら
- すぃめーらんやー – すみません
- いきゃ（いか、とぅ） – 行こう
- だぁーか　いきが – どこにいくの
- ぬぅーしゅんが – 何しているの
- いぇー – ええ!、あーあ、などの感動詞
- わん – 私（第一者を指す）
- わっきゃ – 私たち
- うり（うぃ） – あなた（第二者を指す）
- うら – お前（やや強い口調で第二者を指す）
- うりた（うぃた） – あなたがた（第二者を指す）
- うきゃ（うぃきゃ） – お前たち（やや強い口調）
- あじゃ – お父さん
- あま – お母さん
- とぅじゅとぅ – 夫婦
- とぅじ – 奥さん・妻
- むぃ – 兄（「むぃー」は、目、穴）
- あか – 姉
- われんきゃ – 子供達
- まぁーが – 孫
- うやほうがなし – 先祖
- どぅし – 友達
- きゅらめぇーれぇ – 美人
- やぁ – 家
- さんしる、さむしる – 三味線
- てぃんぐわ – ひとつ
- あっちゃー（あちゃ） - 明日
- うぁーつぃき – 天気
- すてぃむてぃ – 朝

## 参考資料
- 徳之島方言辞典(2014)（岡村隆博、沢木幹栄、中島由美、福嶋秩子、菊池聡）岡村の浅間方言に基づく。